# Younoussi Touré
Pour les articles homonymes, voir Touré.
Younoussi Touré est un homme d'État malien né le 1er janvier 1941 à Niodougou (cercle de Niafunké, Soudan français) et mort le 17 octobre 2022 à Neuilly-sur-Seine (France),.

## Biographie
Younoussi Touré a suivi ses études primaires et secondaires à Niafunké, à l’École des artisans soudanais, à l’École normale de Sévaré, à l’École normale de Katibougou et au lycée Askia Mohamed. Il commence ses études universitaires en 1963 à l’université d'Abidjan, dont il sort en juin 1965 avec le diplôme d’études économiques générales (DEEG). Il continue ses études à l’université de Dakar à l’École de formation technique de la Banque de France. Il est titulaire d’un diplôme d’études supérieures spécialisées en sciences économiques.
À l’université de Dakar, il est secrétaire général de l’Association des étudiants et stagiaires maliens à Dakar (AESMD). À ce titre, il participe à la grève qui dénonce le coup d’État militaire contre le président ghanéen Kwame Nkrumah en 1966.
Younoussi Touré a travaillé à la Banque centrale du Mali où il a été directeur général avant de devenir conseiller spécial du gouverneur de la Banque centrale des États de l'Afrique de l'Ouest (BCEAO).
Nommé Premier ministre le 9 juin 1992 par le président Alpha Oumar Konaré, il démissionne le 12 avril 1993 et est remplacé par Abdoulaye Sékou Sow. Membre fondateur de l’Union pour la république et la démocratie (URD), il en est le président. En septembre 2007, il est élu premier vice-président de l’Assemblée nationale.
À la suite du coup d'État de mars 2012, Dioncounda Traoré, président de l'Assemblée nationale, a pris ses fonctions de président par intérim du Mali en avril 2012. Par conséquent, le poste de président de l'Assemblée nationale a été considéré comme vacant, et Touré, premier vice-président de l'Assemblée nationale, lui a succédé à ce poste. La décision de déclarer le poste vacant et de désigner un successeur a été renvoyée à la Cour constitutionnelle pour confirmation, et la cour a donné son approbation le 8 juin 2012. Il a continué de présider l'Assemblée nationale jusqu'aux élections législatives de novembre 2013, au cours desquelles il ne s'est pas porté candidat à une réélection.
Lors du troisième congrès ordinaire de l'URD en novembre 2014, Soumaïla Cissé a succédé à Younoussi Touré à la présidence de l'URD. Touré a plutôt été désigné président honoraire.
Il est l'époux de la femme politique Touré Alimata Traoré.

## Œuvre
- Younoussi Touré, L’enfant du lac Takiti au Mali, Brinon-sur-Sauldre, Grandvaux, 2017, 356 p. (ISBN 978-2-37163-003-1)